# Roman's Revenge
"Roman's Revenge" é uma canção gravada pela rapper trinidiana Nicki Minaj com participação do também rapper Eminem. Foi lançada exclusivamente na iTunes Store nos EUA a 30 de Outubro de 2010 como o primeiro single promocional do álbum de estreia de Minaj, Pink Friday, antecedendo o lançamento do mesmo. A faixa foi escrita por Minaj e pelo também rapper Eminem, foi dirigida por Swizz Beatz. Foi lançada exclusivamente no iTunes dos Estados Unidos em 30 de outubro de 2010 .
A música deu início a uma briga entre Lil Kim e Minaj, pois muitas pessoas perceberam na letra da canção que ela se dirigia a Lil; a letra também foi considerada uma transmissão de seus sentimentos em relação a ascensão de Nicki a fama. A música também fazem referência aos alter-egos, Roman Zolanski e Slim Shady, pertencentes respectivamente a Nicki Minaj e Eminem.
A canção recebeu muitas críticas positivas, a maioria elogiou a produção como uma pista de stand-ou no álbum. No entanto, as passagens da canção interpretadas por Eminem foram mal recebidas pela crítica, devido a letra que faz referência a homofobia. A crítica também fez questionamentos devido ao alter-ego de Nicki, Roman, ser um gay hostil, pondo em xeque a fã-base da cantora que é de maioria homossexual. Um remix oficial foi lançado no iTunes e nas rádios americanas em 8 de fevereiro de 2011, tendo a participação do mentor de Nicki, Lil Wayne.

## Antecedentes
A música apresenta tanto Nicki Minaj quanto Eminem incorporados em seus alter-egos Roman Zolanski e Slim Shady. A música também marca a estréia do também alter-ego de Minaj, Martha Zolanski, que pode ser ouvido no final da canção gritando em um sotaque britânico, é a mãe de Roman.  Minaj disse a MTV News que ela estava pensando em colaborar com Eminem por um tempo. Ela disse: 
Saímos por um capricho e colocá-lo no ar, como, Seria ótimo se ele iria colaborar com a gente. Eu lembro que eu ficava falando sobre isso, e eu pensei, ele não pode ferir. Enviei-lhe um registro, e ele não amá-lo. Ele não disse, eu não amá-lo, ele apenas disse, você pode me enviar algo que é um pouco mais de mim? Enviei-lhe um e-mail e agradeceu-lhe, para isso, basta ter bastante respeito. Às vezes as pessoas não respondem. Ele tinha o respeito, pelo menos, para me tratar como um igual.
Minaj cantou a música ao vivo durante VH1's Diva's Support the Troops para os homens e mulheres das forças armadas. A canção foi acompanhada por outros singles do álbum de estreia do rapper e "Girls Just Wanna Have Fun" com Katy Perry.
Depois de ganhar o MTV Video Music Award como Melhor Vídeo de Hip-Hop e no MTV Video Music Awards de 2011,  ela disse que "O novo álbum vai ter um monte de Roman nele ... E se você não estiver familiarizado com o Roman, então você vai estar familiarizado com ele muito em breve. Ele é o menino que vive dentro de mim. Ele é um lunático e ele é gay e ele vai estar lá muito ". 

## Desempenho nas paradas
| Chart (2010)             | Melhor posição |
| ------------------------ | -------------- |
| UK R&B Chart             | 29             |
| UK Singles Chart         | 125            |
| US Billboard Hot 100     | 56             |
| US Hot Rap Songs         | 23             |
| US Hot R&B/Hip-Hop Songs | 85             |

## Remixcom Lil Wayne
Roman's Revenge havia teve um remix escrito pelo rapper Busta Rhymes, gerando especulações sobre quem participaria da faixa. Após boatos de que estava encontrando-se com Nicki em estúdios, confirmou-se que o também rapper Lil Wayne gravaria a música que foi lançado como single em 19 de Janeiro de 2011.

### Histórico de lançamento
| País          | Data                   | Formato          | Gravadora                                 |
| ------------- | ---------------------- | ---------------- | ----------------------------------------- |
| United States | 19 de Janeiro de 2011  | Download digital | Young Money, Cash Money, Universal Motown |
| United States | 8 de Fevereiro de 2011 | Urban radio      | Young Money, Cash Money, Universal Motown |